# Азербайджанський весільний обряд

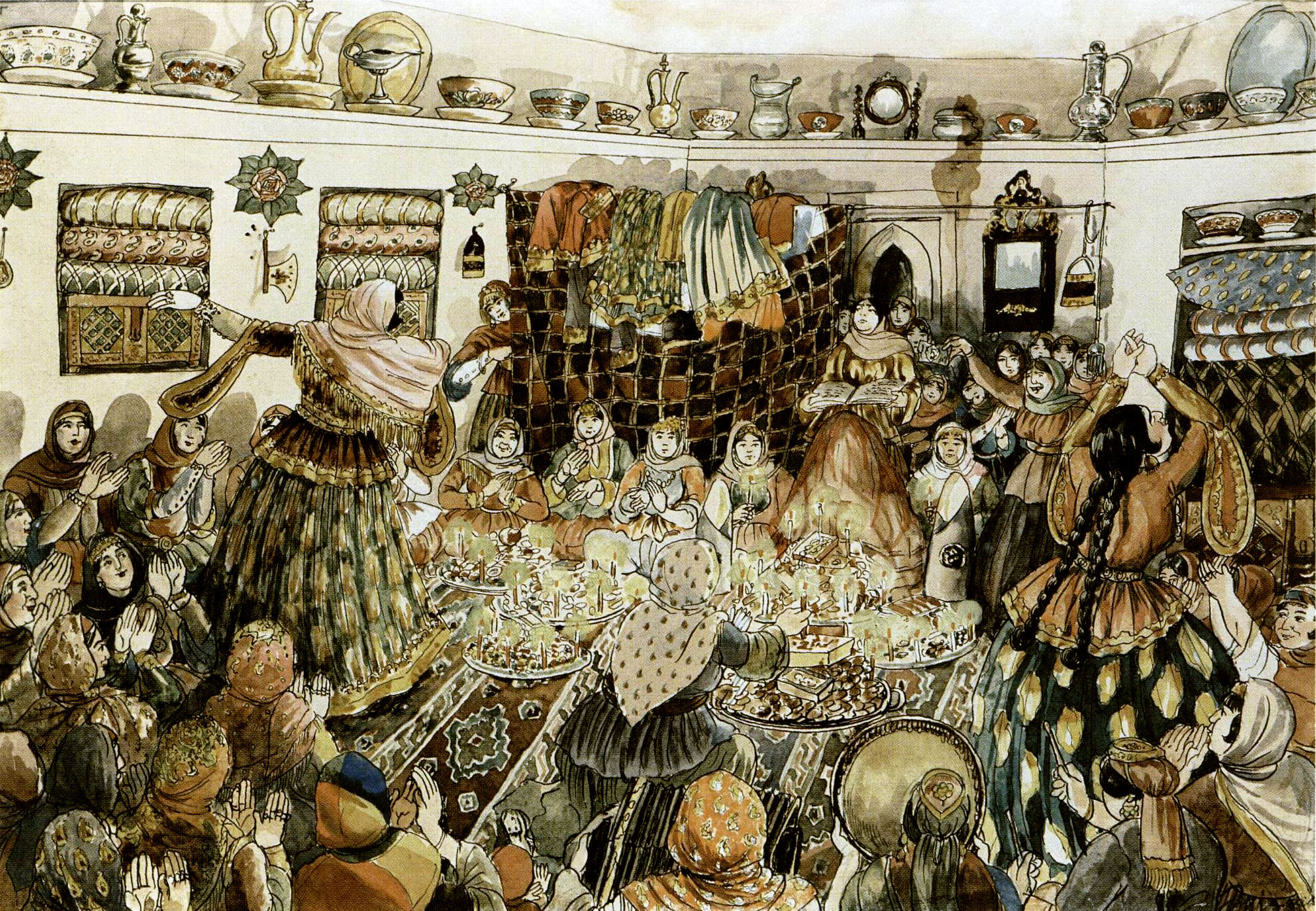
Азім Азімзаде. «Жіноче весілля». 1930

Азербайджанський весільний обряд (азерб. Azərbaycanın toy adətləri) є одним з найбільш значних і урочистих сімейних обрядів азербайджанського народу. Він складний і багатоетапний, пов'язаний з обов'язковим виконанням багатьох ритуалів та обрядів. Старовинне азербайджанське весілля являє собою цикл обрядів, що тривав довгий час, вимагав значних матеріальних витрат. Саме весілля складається з трьох етапів: передвесільний період (сватання, заручини, укладення шлюбу), весілля і післявесільний період. Весільні елементи азербайджанського народу вплинули на культури інших народів, які живуть в Азербайджані, зокрема на культуру лезгінів, хіналузьців, цахурців.

## Структура обряду
Після самостійного прийняття рішення про вступ до шлюбу розгортається формальна весільна процедура, що починається з отримання попередньої згоди батьків нареченої («сез кясди»).

### Гиз герме
Найпершою умовою весілля є такі звичаї, як «гиз герме» (оглядини), «гиз беєнме» (схвалення вибору). Учасниками даного етапу весілля, як правило, виступають жінки. Так, найближчі родички хлопця, що зібрався одружитися, починають дізнаватися, збирати відомості про дівчину, її батьків, про весь рід, у якому проживає його обраниця.

### Сватання

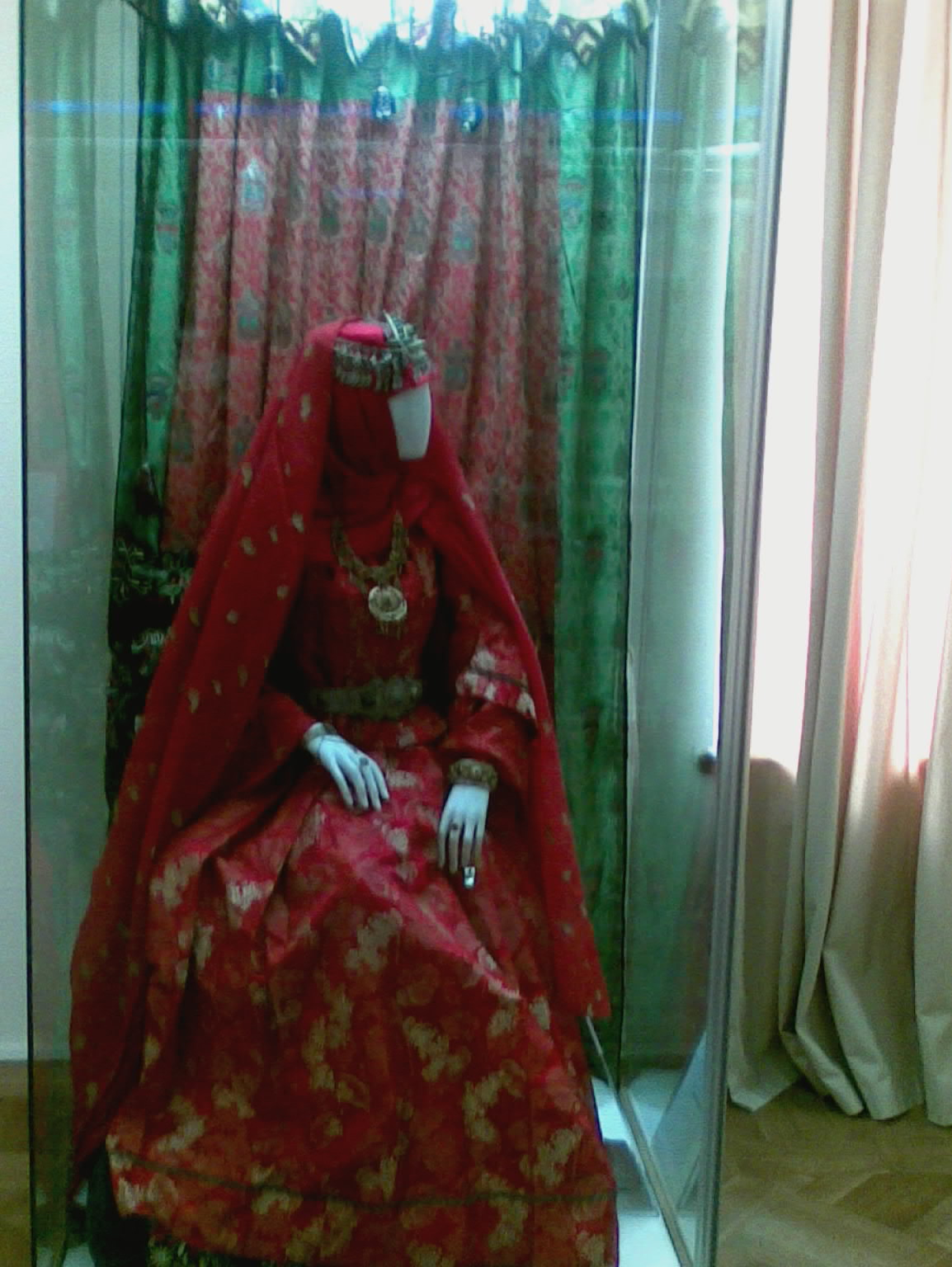
Жіночий весільний наряд у Музеї історії Азербайджану.

Після того, як вибір нареченого схвалено, призначається день засилання сватів у дім дівчини.
У «головному» сватанні беруть участь найшановніші старші за віком родичі нареченого і отримати відмову було б чутливим ударом по престижу цих людей. Для отримання попередньої згоди зазвичай в будинок нареченої вирушає хто-небудь з літніх родичів нареченого, або в крайньому випадку старша сестра. Раніше традиція вимагала неодноразової «відмови» з різних мотивів, але пізніше цей момент значно спростився. Вважається, що основну роль в цьому зіграв той факт, що вибір майбутнього супутника життя став рівноправною і глибоко особистою справою молодих людей.
Призначаючи сватання, намагаються зробити так, щоб цей день був із вдалих днів, тобто одним з тих, що приносять виконання бажань. Згідно давнім повір'ям, до сватів, що прямують з дому хлопця в дім дівчини, по дорозі прилучалися і темні сили, які намагалися не допустити здійснення доброї справи, прагнули, щоб послані свати отримали відмову і повернулися б ні з чим. Томуна двері будинку і на стіну до якої вони примикали люди приколювали голку. Злі сили, злякавшись металевої голки, нібито, не наважаться покинути цей будинок, щоб приєднатися до сватів, що вирушають у будинок дівчини.
Сватання є неодмінним обрядом навіть у тому випадку, якщо молоді люди самі домовилися між собою про шлюб.

### Виплата башлигу
У минулому в Азербайджані був поширений звичай виплати «башлигу» за наречену стороною нареченого її батькам, точніше, батькові або іншій людині, що видавала її в шлюб. Башлиг виплачували готівкою грішми, речами або худобою до одруження. Однак цей звичай був поширений в Азербайджані не скрізь. Згідно з радянським законодавством, справляти башлиг було заборонено.

### Заручини
За сватанням слідував обряд заручин. Після того, як батьки дівчини (насамперед батько) погоджуються видати дочку в шлюб, то жених у хаті нареченої пригощає своїх нових родичів чаєм та солодощами. Процес заручин у шахсевенів, етнографічної групи азербайджанців, 1908 року описувався так:
|  | Шахсевянди здійснюють шлюби за старовинними звичаями. Якщо батько дівчини погоджується видати дочку заміж, то наречений повинен насамперед пригостити в будинку нареченої нових своїх родичів чаєм та солодощами, що називається заручинами. |

Період після заручин до весілля — особливий період життя молодих людей. Раніше сам цей етап був досить тривалим, сягаючи інколи декількох років. Вважається, що це було пов'язано з труднощами матеріального порядку — необхідністю підготуватися до майбутніх дорогих весільних заходів. Пізніше цей період був значно скорочений.

### Кебін
Реєстрація шлюбу («кебін кесмек») відбувається за кілька днів до весілля за участі свідків з обох боків. До шлюбної угоди («кебін кагизи»), що ретельно зберігалася в минулому кожною одруженою жінкою, записували гарантовану суму («мехр»), тобто гарантію на користь нареченої на випадок розлучення або смерті чоловіка.

### Весілля

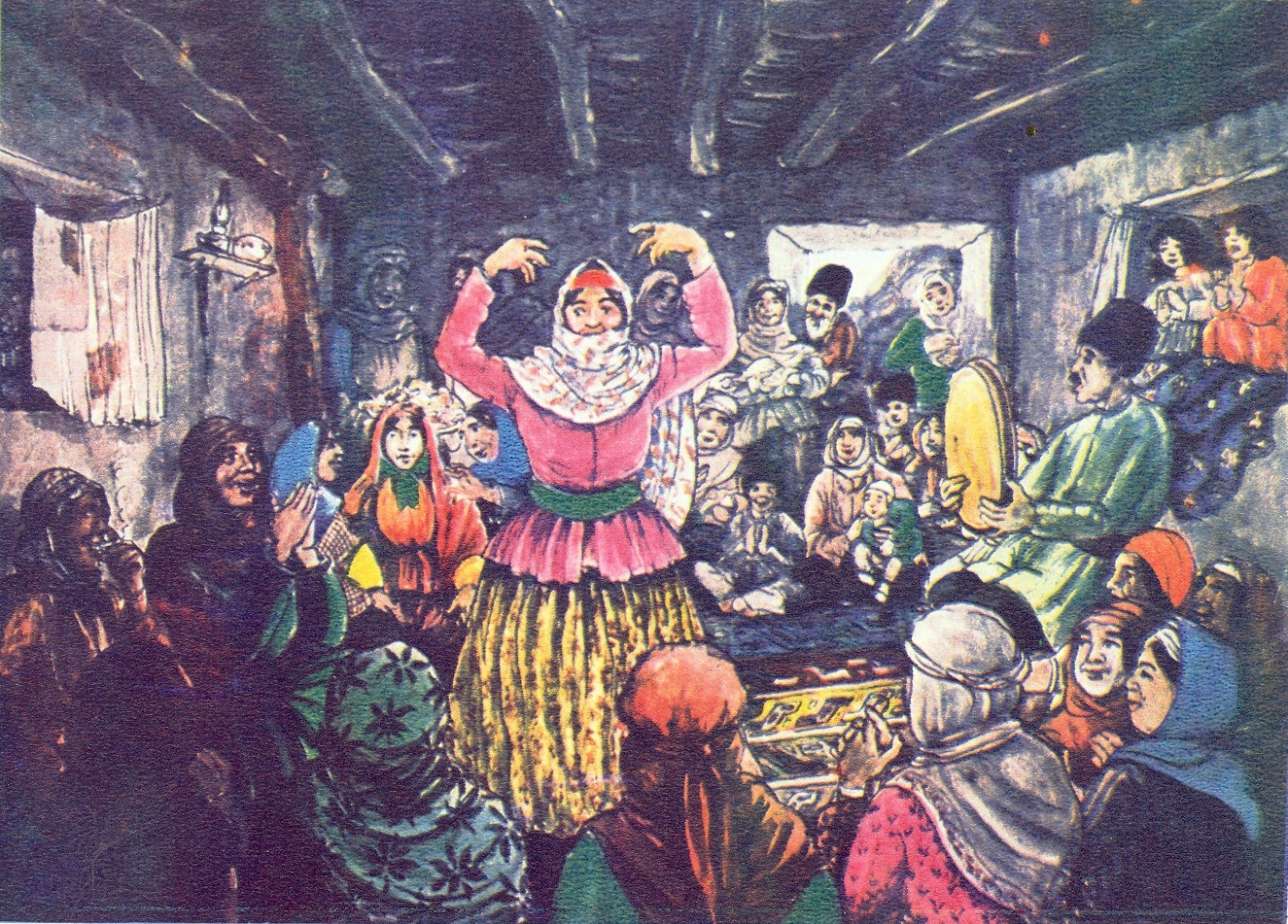
Азім Азімзаде. «Весілля у бідняків». 1931

За кілька днів до весілля проводиться обряд «єв бяземек» (прикрашання будинку), який полягає в тому, що в цей день придане («джехіз») нареченої перевозиться в будинок нареченого. Основна мета цього звичаю — забезпечити молоду парц всім необхідним для початку спільного життя. Тому в приданому основне місце займають меблі, посуд, предмети домашнього ужитку.
Виділяють, як правило, «жіноче» весілля (обряд «палтар кесді»), і основне, так зване, «чоловіче» весілля. На весіллі зазвичай звучить національна музика.
Ввечері першого дня весілля в хаті молодої проходить церемонія «помазання хни». На неї запрошують близьких подруг і родичів дівчини. З дому нареченого прибуває група молодих хлопців і дівчат c музикантами. Найближчі родичі нареченого наносять нареченій хну на пальці і дарують подарунки. Сім'я нареченої подає учасникам церемонії званий обід. Обряд нанесення хни в різних районах Азербайджану називається по-різному: в Шекі — «бенкет нареченої», в Товузі — «демонстрація дівчини», в Масалли і Ленкорані — «збір у дівчини», в Губі — «нанесення хни», на Абшероні — «хнанане». В ніч «хина гойма» (накладання хни) наречений з боярами за звичаєм приходять у будинок нареченої за «той паї» (частка весілля) і забирають барана і курку, даючи взамін подарунки і гроші. За традицією той паї належало вкрасти, але у 1980-і роки його заздалегідь готували і самі віддавали нареченому. Іноді музиканти залишаються в будинку нареченої і веселощі, танці тривають до ранку.

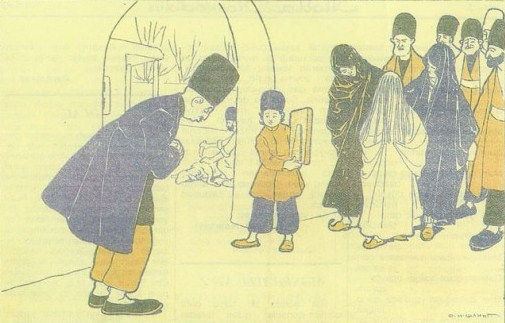
Оскар Шмерлінг. «Вшанування нової нареченої». Журнал «Молла Насреддін»

Вранці другого дня весілля в будинку нареченого бувають танці. У деяких селах ще зберігся звичай влаштовувати на весіллі боротьбу — «гюлеш». Ще в 1970-ті роки ця традиція в азербайджанських селах існувала повсюдно. На весілля спеціально збиралися помірятися силою, спритністю прославлені борці з різних сіл. До кінця весілля в будинок нареченої вирушає караван (в наші дні — караван машин), щоб привести наречену в дім нареченого («гялін гятірме»). На зворотному шляху караван з нареченим і нареченою затримують хлопчики для отримання будь-якого подарунка («хелет»).
Обидві долоні нареченої перев'язують білими або червоними хусточками, під які вкладають гроші, які беруть янга нареченого і нареченої, розв'язуючи нареченій руки напередодні шлюбної ночі.

### Після весілля
Через кілька днів після весілля проводиться обряд «узе чихди» (відкриття обличчя), що символізує закінчення періоду «уникнення». У минулому за традицією молода невістка протягом місяця після весілля не виходила за межі двору, а перші кілька днів навіть зі своєї кімнати. Тиждень вона не розмовляла зі свекром та свекрухою. Після обряду «узе чихди» найближчі родичі нареченої (без матері і батька) і нареченого збираються в його будинку, вітають молодят, дарують їм цінні подарунки або вручають гроші

## Зміни у весільному обряді
Незважаючи на значну традиційність, в останні десятиліття азербайджанське весілля все ж зазнало певних змін. Так, поширилось фотографування молодят в день весілля, біла сукня як весільне вбрання нареченої. Зокрема, значно пом'якшилась строгість самого весільного приховування молодих. Наречений, а зрідка і наречена, можуть сидіти за весільним столом разом з гостями. Наречений в останні роки також отримав право бути присутніми на заручинах. Особливо динамічні всі ці зміни в міському весіллі. Вважається, що і в сільському весіллі в найближчі роки зміни будуть продовжуватися. Однією з тенденцій вважається відмова від «весілля без молодят», від традицій весільного приховування нареченої. Також скоротився сам термін проведення весілля. Якщо раніше азербайджанське весілля могло тривати до 3 і навіть 7 днів, то в наші дні воно, як правило, проходить за один день.